# VMix
vMix는 마이크로소프트 윈도우용의 소프트웨어 영상 믹서이다. 이 소프트웨어는 StudioCoast PTY LTD에 의해 개발되었다. 대부분의 영상 믹서 소프트웨어처럼 사용자가 입력을 전환하고 오디오를 믹싱하고 출력을 녹취하고 카메라, 비디오 파일, 오디오 등의 생방송 스트리밍을 최대 4K 해상도로 진행할 수 있다.